# Castelnau-de-Montmiral
Castelnau-de-Montmiral è un comune francese di 976 abitanti situato nel dipartimento del Tarn nella regione dell'Occitania.

## Società

### Evoluzione demografica
Abitanti censiti